# Коричневогрудые мухоеды
Коричневогрудые мухоеды, рыжегрудые тиранновые мухоловки (лат. Xenotriccus) — род воробьиных птиц из семейства Тиранновые.

## Список видов
- Коричневогрудый мухоед Xenotriccus callizonus Dwight et Griscom, 1927
- Мексиканский мухоед Xenotriccus mexicanus (Zimmer, 1938)